# Nils Wogram

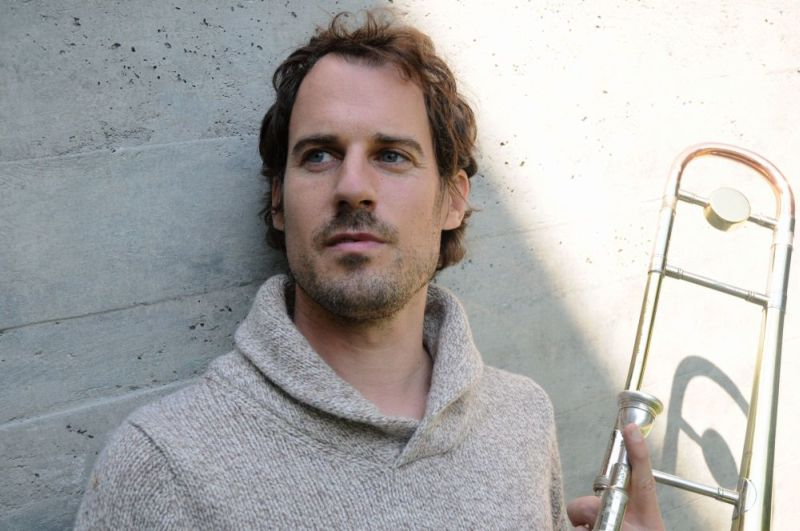
Nils Wogram 2013

Nils Wogram (* 7. November 1972 in Braunschweig) ist ein deutscher Jazz-Posaunist, Bandleader und Komponist.

## Leben und Wirken
Wogram studierte klassische Posaune (auch Klavier und Musiktheorie) in Braunschweig, spielte ab 1988 im Landesjugendjazzorchester des Landes Niedersachsen. 1990 wechselte er zum Bundesjugendjazzorchester unter Peter Herbolzheimer. Von 1992 bis 1994 studierte Wogram mit einem Stipendium Posaune und Komposition an der New School in New York. Zu seinen Lehrern gehörten Reginald Workman, Maria Schneider, Buster Williams, Slide Hampton, Kenny Werner und Conrad Herwig. 1994 erschien sein Debütalbum New York Conversations (Mons Records). Wogram hat seit 1992 mehr als 30 Alben unter seinem Namen veröffentlicht. Seit 2010 betreibt er sein eigenes Label nwog records.
Neben seinen eigenen Bands (siehe auch Bandprojekte) war Wogram an verschiedenen anderen Bandprojekten beteiligt. Er spielte von 1994 bis 2006 in der Jazz Formation Underkarl des Kontrabassisten Sebastian Gramss und gehörte mehrere Jahre zur vielfach ausgezeichneten Braunschweiger Band Jazzkantine, auf deren 10. Album „Ultrahocherhitzt“ (ET 2013) er neben Joo Kraus, erneut als Gastmusiker vertreten ist. Er spielte zudem mit Kenny Werner, Rudi Mahall, Eugene Chadbourne und bis heute immer wieder mit dem Aki-Takase-Quintett. Zu hören ist er u. a. auch auf Jürgen Friedrichs Semi Song (2022), Jochen Rückerts With Best Intentions (2023) und Florian Arbenz’ Conversation #10: Inland (2023).
Wogram lebt in Zürich und lehrt seit 2004 als Hochschullehrer im Jazzstudiengang an der Hochschule Luzern in der Schweiz. Vorher war er Dozent für Posaune und Komposition an der Musikhochschule Hannover.

## Musikalische Philosophie

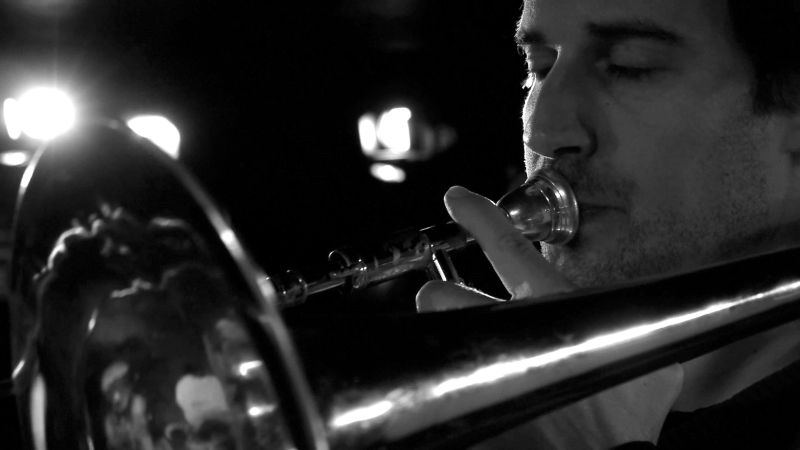
Nils Wogram, Jazzfest Berlin 2012 (c)Jana Heinlein

Nils Wograms Musik wurzelt tief in der Tradition des Jazz. Dennoch versucht er diese Sprache zu erweitern, indem er musikalische Materialien verwendet, die nicht aus dem Jazz kommen. Dazu gehören andere Formen von Rhythmus, Form sowie melodischem und harmonischem Material. Nils Wogram ist ein Fan von „richtigen Bands“ mit einem eigenen Ensembleklang. Die meisten seiner Formationen bestehen schon viele Jahre. Nils Wogram glaubt, dass die beste Musik von festen Bands/Ensembles gespielt wird. Als Bandleader sind deshalb seine großen Vorbilder Duke Ellington und Miles Davis.

## Bandprojekte
- Root 70 (seit 2000) mit Hayden Chisholm – Altsaxofon, Matt Penman – Kontrabass; Jochen Rückert – Schlagzeug; Nils Wogram – Posaune
- Nostalgia (seit 2004) mit Dejan Terzic – Schlagzeug; Arno Krijger – Hammondorgel; Nils Wogram – Posaune
- Nils Wogram Septett (Seit 2004) mit Claudio Puntin – Klarinette; Tilman Ehrhorn – Tenorsaxofon; Stephan Meinberg – Trompete; Steffen Schorn – Bassklarinette, Baritonsaxofon; Frank Speer – Altsaxofon; John Schröder – Schlagzeug; Nils Wogram, Posaune
- Vertigo Trombone Quartett (seit 2012) mit Bernhard Bamert – Posaune; Andreas Tschopp – Posaune; Jan Schreiner – Bassposaune, Nils Wogram – Posaune
- Duo mit Conny Bauer (Posaune) (seit 1999)
- Duo mit Saadet Türköz (Gesang)
- Duo mit Simon Nabatov (Klavier) (1999–2013)

## Auszeichnungen

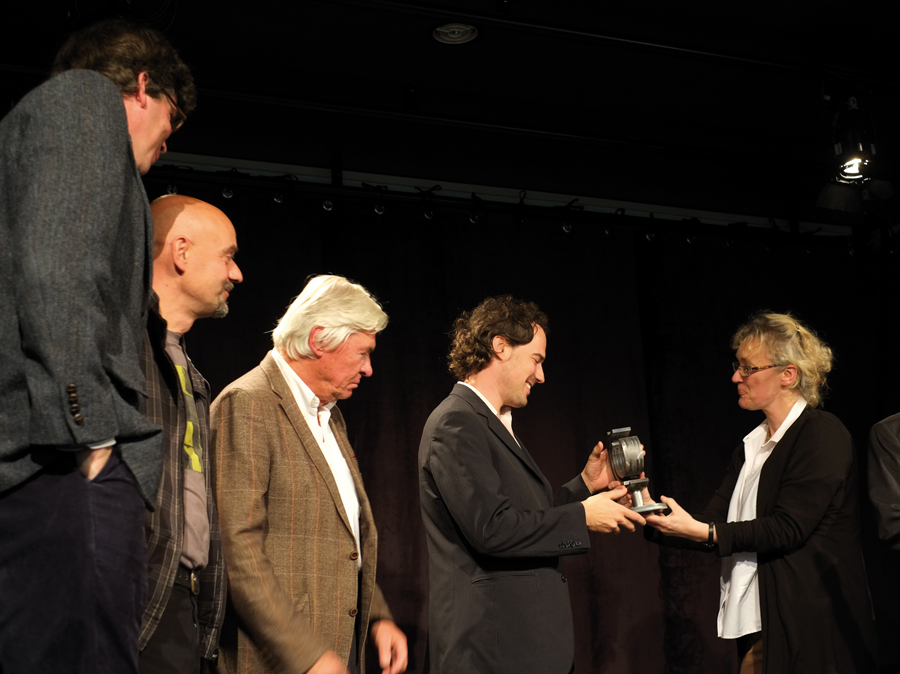
Verleihung des Albert-Mangelsdorff-Preises an Nils Wogram durch die Vorstandsvorsitzende der UDJ, Julia Hülsmann

Nils Wogram gewann 1989 sowie 1991 den Preis für Soloposaune im Wettbewerb „Jugend musiziert“. 1998 erhielt er den Förderpreis des Landes Nordrhein-Westfalen. Er ist unter anderem Träger des SWR-Jazzpreises, des Kompositionspreises im Julius-Hemphill-Wettbewerb, des GEMA-Jazzkompositionspreises und des BMW-Jazz-Awards. 2011 wurde ihm für sein mit Root 70 eingespieltes Album „Listen to your woman“ der ECHO Jazz als Instrumentalist des Jahres national (Brass) verliehen; mit dem Ensemble gewann er im selben Jahr den BMW-Welt-Jazz-Award. 2013 erhielt er den renommierten Albert-Mangelsdorff-Preis (Deutscher Jazzpreis), der alle zwei Jahre an herausragende Persönlichkeiten der deutschen Jazzszene vergeben wird.
2014 war Wogram Werkjahres-Stipendiat der Stadt Zürich. 2021 gehört er zu den Gewinnern des Schweizer Musikpreises.

## Diskographie (Auswahl)
- 1996 Nils Wogram Quartett: Roundtrip (Enja)
- 1999 Nils Wogram und Simon Nabatov: As We Don’t Know It (Konnex Records)
- 2000 Nils Wogram und Conny Bauer: Serious Fun (cimp)
- 2001 Nils Wogram Sextet / Oktett: Odd and Awkward (enja)
- 2001 Nils Wogram Quartett, Root 70 (mit Hayden Chisholm, Matt Penman, Jochen Rückert) (2nd floor)
- 2002 Xavier Garcia–Gianni Gebbia–Nils Wogram: pronto!
- 2002 Nils Wogram und Simon Nabatov: Starting a Story (Act Records)
- 2003 Nils Wogram Root 70: Getting Rooted (enja)
- 2003 Nils Wogram Quartett_ Construction Field (Altrisuoni)
- 2004 Nils Wogram Nostalgia Trio: Daddy’s Bones (Intuition Records)
- 2005 Nils Wogram Septett: Swing Moral (enja)
- 2005 Nils Wogram und Simon Nabatov: The Move (Between the Lines)
- 2006 Nils Wogram Root 70: Fahrvergnügen (Intuition)
- 2007 Nils Wogram and the NDR Bigband: Portrait of a Band (enja)
- 2007 Nils Wogram und Simon Nabatov: Jazz Limbo (Leo Records)
- 2008 Nils Wogram Nostalgia Trio: Affinity (Intuition)
- 2008 Nils Wogram Root 70: On 52nd 1/4 Street (Intuition)
- 2009 Nils Wogram’s Lush: Pretty Good News (Unit Records)
- 2010 Nils Wogram Root 70: Listen to Your Woman (nwog)
- 2011 Nils Wogram und Simon Nabatov: Moods and Modes (nwog)
- 2012 Nils Wogram Septet: Complete Soul (nwog)
- 2013 Nils Wogram Root 70 with Strings: Riomar (nwog)
- 2017 Nils Wogram Root 70: Luxury Habits (nwog)
- 2018 Nils Wogram Vertigo Trombone Quartett: The Good Life (nwog)
- 2019 Nils Wogram Nostalgia: Things We Like to Hear (nwog)
- 2020 Bright Lights (nWog, solo)
- 2021 Muse (nWog, mit Hayden Chisholm, Gareth Lubbe, Kathrin Pechlof)[4]
- 2022 Nils Wogram, Joe Sachse: Freies Geröll (nwog)[5]
- 2023 The Pristine Sound of Root 70 (nWog)[6]
- 2025 Nils Wogram Nostalgia: The Walk (nWog)[7]